# Ahiru no Sora
Ahiru no Sora (あひるの空 lit. Sora, el pato?) es una serie de manga escrita e ilustrada por Takeshi Hinata, serializada en la revista semanal Shōnen Magazine desde diciembre de 2003. El primer tomo recopilatorio fue lanzado el 17 de mayo de 2004, y hasta septiembre de 2019, Kōdansha ha publicado cincuenta volúmenes en Japón. Una adaptación a serie de anime producida por el estudio Diomedéa fue estrenada el 2 de octubre de 2019.

## Sinopsis
Sora Kurumatani es un estudiante que acaba de mudarse a una nueva escuela, la preparatoria Kuzuryū, y que, a pesar de su baja estatura y ser físicamente débil, ama el baloncesto. Desde su infancia, siempre ha esperado poder crecer y unirse a un equipo de baloncesto, como hace años lo hizo su madre, quien lo inspiró en sus dotes del mismo deporte. Pero, cuando se une al club de baloncesto, descubre que se ha convertido en una guarida para los delincuentes juveniles, un lugar donde se hace de todo, menos jugar al baloncesto. A pesar de tener las probabilidades en contra, la actitud de Sora por el baloncesto, comienza a empujar al equipo hacia adelante por conseguir nuevas metas.

## Personajes
Sora Kurumatani (車谷 空 Kurumatani Sora?)
 Seiyū: Yūki Kaji
Sora es el protagonista de la historia y un chico que mide 1.49m. Ama el Baloncesto desde que era niño gracias a la influencia de su madre, que jugaba de forma profesional. Debido a su estatura, nadie se lo tomaba en serio a la hora de jugar, sin embargo, gracias a su madre y a que ha estado entrenando toda su vida, tiene unas grandes habilidades. Este entra a la preparatoria Kuzuryu e intenta entrar en el equipo de Baloncesto masculino, pero los miembros los rechazan debido a que no tienen interés en jugar y solo están ahí sin importarles el deporte. Sin embargo, Sora los convence a todos de formar un equipo serio y crea y devuelve el amor por el juego a sus compañeros. Sus tenis, el cual él llama "Sus alas", son los viejos tenis que utilizaba su madre cuando jugaba al ser más joven. Es un tirador de tres y también funciona como Base.
Momoharu Hanazono (花園 百春 Hanazono Momoharu?)
 Seiyū: Yūma Uchida
Momoharu es uno de los personajes que forman el equipo de Kuzuryu y el primero al que Sora convence de crear un equipo serio. Además de ser el hermano mellizo de Chiaki. En el pasado, Momoharu era una persona que, al igual que Sora, amaba el Baloncesto y entrenaba muchísimo. Sin embargo, este lo deja debido a que sentía que nada valía la pena ya que es pésimo asestando tiros al aro, y se convierte en una persona con imagen de Delincuente junto con los demás personajes. Sora devuelve a Momoharu al Baloncesto y este se convierte en el Capitán del Equipo. En el partido contra Kitasumi, donde se reencuentra con un viejo compañero suyo; Admite que se equivocó en abandonar el deporte, pero que no sirve de nada arrepentirse y que ya no volverá a huir o rendirse jamás.
Chiaki Hanazono (花園 千秋 Hanazono Chiaki?)
 Seiyū: Katsuyuki Konishi
Chiaki es uno de los personajes que forman el equipo de Kuzuryu y el hermano mellizo de Momoharu. Es el base del equipo y tiene una gran capacidad de observación, tanto así que es capaz de lanzar pases sin tener que mirar hacía donde está el jugador al que le pasa el balón. Es un chico cómico que siempre está buscando encontrar el amor, pero que a su vez es de las personas que se toman más en serio el deporte. En el pasado, tenía el hábito de abandonar los partidos cuando la posibilidad de ganar era nula. Este abandona este hábito gracias a Nanao.
Kenji Natsume (夏目健二 Natsume Kenji?)
 Seiyū: Kishō Taniyama
Natsume, que es llamado "Milano" por sus compañeros. es el primer personaje que se une a Kuzu luego de que se forma el equipo. Antes de esto siempre se metía en peleas hasta el punto en que siempre era suspendido. Cuando intentan reclutarlo, estaba a punto de ser expulsado hasta que es convencido de entrar al equipo, y por lo tanto, tenía que contenerse hasta el punto en que se dejó golpear cuando unos estudiantes buscaron problemas con él. Este adopta el amor por el Baloncesto gracias a su fallecido padre. su hermanita es su motivación para continuar jugando, sin embargo, estos no pueden verse por el hecho de que él no se lleva bien con su familia, en especial su padrastro. Es uno de los mejores jugadores del equipo, además de soler atraer la atención femenina.
Kaname Shigeyoshi (茂吉要 Shigeyoshi Kaname?)
 Seiyū: Mamoru Miyano
Shigeyoshi, que es apodado "Mokichi" por sus compañeros, es un jugador de Kuzu y el más alto de todos, midiendo 1.96m. Mokichi tiene anemia, y debido a que otros equipos siempre intentaban reclutarlo por su altura, fingía desmayarse para que las personas crean que su condición física no le permitía jugar. Esto debido a que todos ponían sus expectativas en él y generaban una Gran cantidad de presión en este. Hasta el punto en que lo rechazan cuando este comete errores en un partido. Cuando Kuzu lo intenta reclutar, este miente diciendo que su doctor no se lo permite, sin embargo, luego de encontrarse con Tsukishima, una amiga suya de la secundaria del que él está enamorado, se da cuenta de que todo este tiempo, la única persona de la que él ha estado decepcionado es de sí mismo, no solo por hacerla llorar al final de un partido en la secundaria cuando su equipo pierde, sino por haber abandonado el juego por completo sin mejorar. Este intenta unirse a Kuzu otra vez pero Sora lo rechaza, molesto por fingir el hecho de estar Incapacitado para jugar, sin embargo, Sora le dice que si quiere entrar deben jugar un partido 1vs1 para demostrarle que va en serio. Shigeyoshi supera su límite en el partido y gana, Entrando así en el equipo y ganándose la confianza de Sora. Su especialidad es tirar con Ganchos.
Shin'ichi Yasuhara (安原真一 Yasuhara Shin'ichi?)
 Seiyū: Taku Yashiro
Yasuhara es uno de los miembros de Kuzu que pertenecía al equipo antes de la llegada de Sora, al igual que los demás, este no tenía interés en el baloncesto en un principio, pero poco a poco va tomando interés en el juego y mejorando con la ayuda de su equipo, en especial, de Milano, hasta el punto de hacer su primer tiro exitoso en el partido contra Kitasumi.
Tiene tendencia a tener faltas durante un partido, en especial por el hecho de que tiene el hábito de golpear a los demás con un golpe de karate, que incluso en alguna que otra ocasión, es algo que beneficia al él y al equipo.
Ryūhei Nabeshima (鍋島竜平 Nabeshima Ryūhei?)
 Seiyū: Chado Horii
Nabeshima es uno de los miembros de Kuzu que pertenecía al equipo antes de la llegada de Sora, al igual que los demás, este no tenía interés en el baloncesto en un principio, pero poco a poco va tomando interés en el juego y mejorando con la ayuda de su equipo. En un punto de la historia, decidió dejar el juego junto a Saki, sin embargo, recupera el interés en el juego y regresa, cómicamente es de los que menos interés tiene en los partidos y entrenamientos, sin embargo, este siempre trata de darlo todo a la hora de jugar.
Masahiro Saki (茶木正広 Saki Masahiro?)
 Seiyū: Kenn (actor de voz)
Saki es uno de los miembros de Kuzu que pertenecía al equipo antes de la llegada de Sora, al igual que los demás, este no tenía interés en el baloncesto en un principio, pero poco a poco va tomando interés en el juego y mejorando con la ayuda de su equipo. En un punto de la historia, decidió dejar el juego junto a Nabeshima, sin embargo, recupera el interés en el juego y regresa, cómicamente es de los que menos interés tiene en los partidos y entrenamientos, sin embargo, este siempre trata de darlo todo a la hora de jugar.
Madoka Yabuchi (薮内円 Yabuchi Madoka?)
 Seiyū: Sayaka Senbongi
Madoka es una chica perteneciente al equipo femenino de Baloncesto de Kuzu, y tiende a ayudar mucho a Sora y los demás para mejorar sus habilidades. Es la chica de la que Sora está enamorado. También Parece llevarse excelentemente bien con la Madre de éste.
Nao Nanao (七尾奈緒 Nanao Nao?)
 Seiyū: Yuna Taniguchi
Nanao es la entrenadora del equipo masculino de Kuzu, tiene grandes habilidades de observación pese a que no ser una jugadora o tener mucha experiencia. Tanto así, que puede ver los más mínimos detalles en un partido que indican las habilidades de los jugadores, además de tener una gran capacidad como entrenadora y un gran conocimiento del Deporte. Es en gran parte gracias a ella que el equipo mejora de sobremanera. Es amable y muy torpe, tanto así que suele caerse siempre. Muestra indicios de estar enamorada de Sora.
Yūka Kurumatani (車谷由夏 Kurumatani Yūka?)
 Seiyū: Aya Endō
Es la madre de Sora, ésta era una jugadora profesional y está internada debido a una enfermedad. Sora y ella no se visitan por su propio orgullo y problemas pasados. Pero ambos se envían correos electrónicos informandose de como están y cual es su situación. Los viejos tenis que ella solía utilizar, se los regala a Sora cuando este es un niño, este los tiene y atesora con tanto aprecio que los llama "Sus Alas". Es gracias a ella que Sora ama tanto el Baloncesto y tiene tanto talento. Se lleva muy bien con Madoka y su hermana. Su estado de salud empeoró y luego falleció bajo la atenta mirada de su familia.
Shin'ichi Chiba (千葉真一 Chiba Shin'ichi?)
 Seiyū: Kazuya Nakai
Tokitaka Tokiwa (常盤時貴 Tokiwa Tokitaka?)
 Seiyū: Sōma Saitō
Tarō Kabachi (蒲地太郎 Kabachi Tarō?)
 Seiyū: Jun Fukuyama
Shingo Katori (香取真吾 Katori Shingo?)
 Seiyū: Makoto Furukawa
Yukinari Kojima (児島幸成 Kojima Yukinari?)
 Seiyū: Hiroyuki Yoshino
Katsumi Takahashi (高橋克己 Takahashi Katsumi?)
 Seiyū: Daisuke Namikawa
Sei Shiraishi (白石誠 Shiraishi Sei?)
 Seiyū: Takahiro Sakurai
Shigenobu Yakuma (八熊重信 Yakuma Shigenobu?)
 Seiyū: Yūichirō Umehara
Hyou Fuwa (不破豹 Fuwa Hyou?)
 Seiyū: Yoshitsugu Matsuoka
Yozan Kamiki (上木鷹山 Kamiki Yozan?)
 Seiyū: Yūto Uemura
Shōgi Satsuki (五月正義 Satsuki Shōgi?)
 Seiyū: Masayoshi Takemoto
Tomohisa Kurumatani (車谷智久 Kurumatani Tomohisa?)
 Seiyū: Takehito Koyasu
Yone Kurumatani (車谷ヨネ Kurumatani Yone?)
 Seiyū: Kaoru Katakai

## Media

### Manga
Takeshi Hinata lanzó el manga en la edición 2-3 de 2004 de la revista Shūkan Shōnen Magazine de Kōdansha, publicada en diciembre de 2003. Cincuenta volúmenes tankōbon han sido publicados hasta la fecha.

### Anime
El 28 de febrero de 2018 se anunció una adaptación a serie de anime. La serie es animada por Diomedéa y dirigida por Shingo Tamaki, con Keizō Kusakawa como director general y con guiones de Gō Zappa. El diseño de los personajes están a cargo de Yoshino Honda y la música de Hiroaki Tsutsumi. La serie se estrenó el 2 de octubre de 2019 en TV Tokyo, AT-X y BS TV Tokyo. El primer tema de apertura es Happy Go Ducky! de The Pillows, mientras que el tema de cierre es Tsubasa de saji. El segundo opening es Never Mind de Flumpool, mientras que el ending es Over de Yuma Uchida.
Sentai Filmworks ha licenciado la serie en todo el mundo, excepto Asia.

## Recepción
El volumen 23 fue el 35º volumen de manga más vendido en el período del 17 de noviembre de 2008 al 17 de mayo de 2009, con 347 574 copias. El volumen 22 se colocó en el puesto 46 en el mismo período con 316 221 copias. El volumen 26 fue el 42º volumen de manga más vendido en el período del 23 de noviembre de 2009 al 23 de mayo de 2010 con 343 662 copias. El volumen 27 se colocó en el puesto 49 en el mismo período con 300 331 copias. El volumen 30 fue el 47.º volumen de manga más vendido en el período del 22 de noviembre de 2010 al 22 de mayo de 2011 con 340 851 copias. Fue la 23ª serie de manga más vendida en Japón en 2011, con 1 739 105 copias. Hasta el 28 de febrero de 2018, el manga tenía 24 millones de copias impresas.